# جیانگ هایکی
جیانگ هایکی (انگلیسی: Jiang Haiqi؛ زادهٔ ۱۷ ژانویهٔ ۱۹۹۲) شناگر اهل چین است.